# Oz, a nagy varázsló
Az Oz, a nagy varázsló (más fordításban: Óz, a csodák csodája) L. Frank Baum meseregénye, amely 1900-ban jelent meg először. A történetet 1939-ben megfilmesítették Óz, a csodák csodája címmel.

## Szereplők
- Dorka
- Totó
- Emmi néni
- Henrik bácsi
- Madárijesztő
- Bádog Favágó
- Gyáva Oroszlán
- Oz
- Mumpicok
- Északi Jó Boszorkány
- Keleti Gonosz Boszorkány
- Déli Jó Boszorkány (Glinda)
- Nyugati Gonosz Boszorkány

## Történelmi párhuzam
A mese rejtetten egy monetáris politikai állásfoglalást tartalmaz. Dorka kedves és naiv természetével az amerikai népet jelképezi, aki a sárga téglával kikövezett úton (aranystandard) halad a Smaragdvárosba, ahol zöldre színezett szemüvegen keresztül lehet csak látni a világot (hitelpénz). A történet mögött meghúzódó események szorosan kötődnek a pénzhez és az amerikai monetáris politikához. 1873-ban ugyanis olyan törvényt hoztak az USA-ban, amely kihagyta az ezüst dollárt az államilag engedélyezett érmék listájából, vagyis érdemben felforgatta az ország monetáris politikai rendszerét. Ez a lépés gyakorlatilag visszaszorította a gazdaságban forgó pénzmennyiséget és ezáltal az árszínvonal 1880-tól 1896-ig 23%-kal esett vissza. Ez a fajta defláció elsősorban az északon székelő bankároknak kedvezett, akik a legnagyobb hitelezőkként voltak jelen a gazdaságban. A rögzített kamatlábakkal operáló banki hitelek extrán jövedelmezőek voltak deflációs környezetben, és ez ráadásul a déli farmereknek (Dorka kansasi tanyája) fájt a leginkább, akik az adósaik voltak. A korabeli monetáris politikai kritikákat a Szabad Ezüst mozgalom fogalmazta meg, ez lényegében arról szólt, hogy az aranystandard rendszerét fel kéne cserélni az ún. bimetál rendszerrel, amiben egyszerre lehet aranyból és ezüstből is pénzt verni. Az ezüst kiemelt témája volt az 1896-os amerikai elnökválasztásnak, amiben William McKinley a republikánus oldalon az aranystandard mellett állt ki, míg a demokrata William Jennings Bryan a bimetál rendszert támogatta. Azon év november 3-án a republikánus jelölt nyert. Frank Baum a választást követően írta meg legendás meséjét, amelyben Dorka barátai is mind az akkori eseményekre reflektálnak: a madárijesztő a farmereket képviseli, a bádogember az ipari munkásokat, az oroszlán pedig a demokrata elnökjelölt megtestesítője. A sárga téglával kikövezett út (aranystandard) jól láthatóan veszélyekkel van tele, a varázsló – aki pedig feltehetően a republikánus jelöltre utal – pedig nagy ígéreteket tesz, hogy aztán a végén kiderüljön: az egész csak ámítás. Dorka gondjait pedig nem más oldja meg, mint az ezüstcipellő (bimetallizmus).
A valóságban bár az aranystandard maradt érvényben, de a defláció miatt korábban pórul járt adósok mégis megmenekültek, mert visszatért az egészséges infláció. A megváltást az újabb aranylelőhelyek felfedezése hozta el Alaszkában, Ausztráliában és Dél-Afrikában, ami kedvezően hatott a pénzmennyiségre.

## Magyar kiadások
A művet magyarul először 1940-ben Beöthy Lydia fordításában OZ a csodák csodája címmel adták ki. Majd 1966-ban Szőllősy Klára új fordításában jelent meg a regény. Később a könyv több átdolgozásban is megjelent.
- OZ a csodák csodája; ford. Beöthy Lydia, ill. Róna Emy; Singer–Wolfner, Budapest, 1940
- Oz, a nagy varázsló; ford. Szőllősy Klára, ill. Zsoldos Vera; Móra, Budapest, 1966
- Óz, a nagy varázsló; szöveg, ill. Hirata Shogo, ford. Köteles Gyöngyi; Pesti Szalon, Budapest, 1994 (A Pesti Szalon mesélő füzetei)
- Oz, a nagy varázsló; röv., átdolg. Maria Seidemann, ill. Christiane Hansen, ford. Szabó Mária; Ciceró, Budapest, 2007 (Klasszikusok kisebbeknek)
- Óz, a csodák csodája; ill. Szegedi Katalin, ford. Beöthy Lydia, átdolg., szerk. Rét Viktória; General Press, Budapest, 2008
- Oz, a nagy varázsló. Mesés kifestőfüzet feladatokkal; Lyman Frank Baum nyomán szöveg Maros Edit; TotHál, Budapest, 2010
- Óz, a csodák csodája; L. Frank Baum alapján, ill. Kevin Jones, átdolg. Roland Mann, ford. Németh Dorottya, Diószegi Dorottya; Ventus Libro, Budapest, 2011 (Klasszikusok képregényben)
- Óz, a nagy varázsló; L. Frank Baum alapján, átdolg. Ronne Randall, ill. Liz Monahan, ford. Medgyesy Zsófia; Ventus Libro, Budapest, 2013 (Világhíres mesék)
- Óz, a nagy varázsló; átdolg. Balla Sándor, ill. Fekete Szabolcs, Molnár Anita; Roland, Budapest, 2015 (Olvastad már?)

## Feldolgozások
- A könyv alapján 1939-ben film készült Óz, a csodák csodája címmel.
- Az Óz varázslatos birodalmában egy 2015-től 2018-ig futott amerikai televíziós 3D-s számítógépes animációs fantasy vígjátéksorozat.

### Kiadások
- Oz, a nagy varázsló – Klasszikusok kisebbeknek (magyar nyelven) pp. Ciceró Könyvstúdió Kft., 2007, 64 oldal, ISBN 9789635395835. Bookline, 2014. (Hozzáférés: 2014)
- Oz, a nagy varázsló – Klasszikusok fiataloknak (magyar nyelven) pp. Ciceró Könyvstúdió Kft., 2010, 160 oldal, ISBN 9789635397129. Bookline, 2014. (Hozzáférés: 2014)